# A Blast Beat
"A Blast Beat" er en sang skrevet af det danske elektro-rock-band Dúné. Det er anden single fra gruppens første studiealbum We Are In There You Are Out Here fra 2007. "A Blast Beat" udkom som single den 15. maj 2007 i Danmark, godt 14 dage før albummet blev udgivet i Danmark, og seks måneder før at albummet blev udgivet i Europa og Japan.
B-siden på singlen indeholder nummeret "No Good Day To Die", som ikke er udkommet andre steder.
Musikvideoen til sangen er instrueret af Uffe Truust, og udkom i juni 2007.

## Produktion
Sangen blev ligesom resten af We Are In There You Are Out Here indspillet i Popshit Recording Studio i Randers.

### Personel

#### Musikere
- Sang: Dúné og Mattias Kolstrup
- Kor: Cecilie Dyrberg
- Keyboards: Ole Björn Sørensen
- Synthesizer: Cecilie Dyrberg
- Guitar: Cecilie Dyrberg, Danny Jungslund og Simon Troelsgaard
- El bas: Piotrek Wasilewski
- Trommer: Malte Aarup-Sørensen
- Diverse instrumenter: Dúné

#### Produktion
- Producer: Mark Wills, Dan Hougesen og Dúné
- Komponist: Mattias Kolstrup, Ole Björn Sørensen, Cecilie Dyrberg, Danny Jungslund, Simon Troelsgaard, Piotrek Wasilewski, Malte Aarup-Sørensen.
- Tekst/forfatter: Mattias Kolstrup[2]